# Calydna fissilisima
Calydna fissilisima is een vlindersoort uit de familie van de prachtvlinders (Riodinidae), onderfamilie Riodininae.
Calydna fissilisima werd in 2002 beschreven door Hall, J.